# Seleute
Seleute est une ancienne commune suisse du canton du Jura, située en Ajoie dans le district de Porrentruy.
Elle a fusionné le 1er janvier 2009 avec Épauvillers, Épiquerez, Montenol, Montmelon, Ocourt et Saint-Ursanne pour former la commune de Clos du Doubs.